# لسانيات بيئية
ظهر علم اللغة البيئي، أو اللغويات البيئية، في التسعينيات كنموذج جديد للبحث اللغوي، مما وسَّع نطاق علم اللغة الاجتماعي ليأخذ في الاعتبار ليس فقط السِّياق الاجتماعي الذي تندمج فيه اللغة، ولكن أيضًا السياق البيئي.
ورقة 1990 لـمايكل هاليداي طرق جديدة للمعنى: التحدي لعلم اللغة التطبيقي  غالباً ما يُنسب إليه كعمل أساسي قدم به حافزاً للغويين للنظر في السياق البيئي وعواقب اللغة. ومن بين أمور أخرى، كان التحدي الذي طرحه هاليدي هو جعل اللغويات ذات صلة بالقضايا المعاصرة الشاملة، وخاصة التدمير الواسع النطاق للأنظمة البيئية التي تعتمد عليها الحياة. كان «النمو الاقتصادي» هو المثال الرئيسي الذي قدمه هاليداي، واصفاً كيف تحتوي «عدد لا يحصى من النصوص المتكررة يومياً في جميع أنحاء العالم على رسالة بسيطة: النمو جيد. الكثير أفضل مِنْ القليل، وأكثر أفضل مِنْ أقل، والكبير أفضل مِنْ صغير، والنُّمو أفضل من الانكماش»، مما يؤدي إلى عواقب مدمرة بيئيًا.

## نظرة عامة
منذ تعليقات هاليداي الأولية، تطور مجال علم اللغويات البيئية في عدة اتجاهات، مُستخدمًا مجموعة واسعة من الأطر والأدوات اللغوية لاستكشاف اللغة في سياق بيئي. ميزت الرابطة الدولية لعلم اللغة البيئي، علم اللغويات البيئية بالمصطلحات التالية: 
 «يستكشف علم اللغويات البيئية دور اللغة في التفاعلات المستمرة للحياة بين البشر والأنواع الأخرى والبيئة الفيزيائية. الهدف الأول هو تطوير نظريات لغوية ترى البشر ليس فقط كجزء من المجتمع، ولكن أيضًا كجزء من النظم البيئية الكبرى التي تعتمد عليها الحياة. والهدف الثاني هو إظهار كيفية استخدام اللغويات لمعالجة القضايا البيئية الرئيسية، من تغير المناخ وفقدان التنوع البيولوجي إلى العدالة البيئية». 
 وبهذه الطريقة، تتوافق «علم البيئة» في علم اللغويات البيئية مع علم البيئة بالمعنى الحرفي لعلاقة الكائنات (بما في ذلك البشر) بالكائنات الحية الأخرى والبيئة المادية. هذا هو شعور مشترك مع تخصصات العلوم الإنسانية الأخرى مثل النقد البيئي وعلم النفس البيئي.
تم استخدام مصطلح «علم اللغويات البيئية» أيضًا بمعنى مجازي لـ «علم البيئة»، على سبيل المثال في «علم البيئة اللغوي» و «بيئة التواصل» و «علم البيئة» بطرق لا تتضمن مراعاة الأنواع الأخرى أو البيئة المادية. أصبح هذا أقل شيوعًا الآن حيث أصبحت السياسة البيئية مفهومة بشكل متزايد كشكل من أشكال العلوم الإنسانية / العلوم الاجتماعية.
هناك جانب آخر لعلم اللغويات البيئية وهو التنوع اللغوي ودمج المعرفة البيئية التقليدية باللغات المحلية. في عام 1996، وصف كتاب ديفيد أبرام، «تعويذة الحواس: الإدراك واللغة في عالم أكثر من بشر»، كيف أن البيئة الأوسع (أو «أكثر من العالم البشري») تشكل اللغة في الثقافات الشفهية (أبرام، 1996)، تساعد الناس على التوافق مع بيئتهم والعيش بشكل مستدام داخلها. من ناحية أخرى، أدت الكتابة إلى عزل الناس تدريجيًا في الثقافات المتعلمة عن العالم الطبيعي، إلى درجة أن «يتم إحباط تكفيرنا العضوي على الأرض المحلية باتصالنا المتزايد باستمرار مع علاماتنا الخاصة» (1996: 267). تضيع المعرفة البيئية المتضمنة في الثقافات المحلية مع انتشار اللغات المهيمنة مثل اللغة الإنجليزية في جميع أنحاء العالم.
هناك مجالان رئيسيان للاهتمام في علم اللغويات البيئية. يمكن وصف الأول بأنه «التحليل البيئي للغة» والثاني بأنه «التنوع اللغوي».

## التحليل البيئي للغة
يعتمد التحليل البيئي للغة على مجموعة واسعة من الأدوات اللغوية، بما في ذلك تحليل الخطاب النقدي، نظرية التأطير، اللغويات المعرفية، نظرية الهوية، قواعد اللغة النحوية والوظيفية النظامية للكشف عن النظرات الأساسية العالمية أو «القصص التي نعيش بها». القصص التي نعيش بها هي هياكل معرفية في عقول الأفراد أو عبر المجتمع (الإدراك الاجتماعي) والتي تؤثر على كيفية تعامل الناس مع بعضهم البعض، مع الحيوانات الأخرى، النباتات، الغابات، الأنهار والبيئة المادية. تم التشكيك في القصص من منظور بيئي مع الإشارة إلى الإطار البيئي (أوالفلسفة البيئية)، ويُحكم عليها بأنها مفيدة في تشجيع الناس على حماية النظم البيئية التي تعتمد عليها الحياة، أو مُدمرة في تشجيع السلوك الذي يلحق الضرر بتلك النظم البيئية. يحاول علم اللغويات البيئية إحداث تغيير عملي في العالم من خلال مقاومة القصص المدمرة والمساهمة في البحث عن قصص جديدة للعيش بها (ستيبل، 2015). تشمل القصص التي كشفها وقاومها علم اللغويات البيئية، قصص المستهلك وقصص النمو الاقتصادي غير المحدود وقصص الإعلانات وقصص الزراعة المكثفة والقصص التي تمثل الطبيعة كآلة أو مورد. بحث علم اللغويات البيئية أيضاً باستخدام تحليل الخطاب الإيجابي، عن قصص جديدة للعيش بها من خلال استكشاف الكتابة الطبيعية والشعر والكتابة البيئية والأشكال التقليدية والأصلية للغة في جميع أنحاء العالم.
بدأ هذا الشكل من التحليل بتطبيق تحليل الخطاب النقدي على النصوص المتعلقة بالبيئة وحماية البيئة، من أجل الكشف عن الافتراضات والرسائل الخفية والتعليق على فعاليتها في تحقيق الأهداف البيئية مثل (هاري وآخرون، 1999). ثم تطورت لتشمل تحليل أي خطاب له عواقب محتملة على مستقبل النظم البيئية، مثل الخطاب الاقتصادي النيوليبرالي أو الإنشاءات الاستطرادية للنزعة الاستهلاكية والجنس والسياسة والزراعة والطبيعة مثل (قوتلي، 2000). في Stibbe (2015)، تم تقديم النهج المعرفي ومصطلح «القصص التي نعيش بها»، والذي يصف ثمانية أنواع من القصة: البيئية، والتأطير، والاستعارة، والتقييم، والهوية، والإدانة، والمكانة والمحو. مناهج مثل الاتصالات البيئية والنقد البيئي لها أهداف وتقنيات مماثلة إلى حد كبير لهذا النوع من علم اللغويات البيئية.

## تنوع اللغة
التنوع اللغوي هو جزء من علم اللغويات البيئية بسبب العلاقة بين تنوع اللغات المحلية والتنوع الحيوي. تنشأ هذه العلاقة بسبب الحكمة البيئية (أوالتكيف الثقافي مع البيئة) المشفرة باللغات المحلية. تسمح قوى العولمة واللغويات الاستعمارية للغات المهيمنة (مثل اللغة الإنجليزية) بالانتشار واستبدال هذه اللغات المحلية (نيتل ورومان، 2000). وهذا يؤدي إلى فقدان كل من الثقافات المحلية المستدامة والمعارف البيئية التقليدية الهامة الموجودة في لغاتها. أحد أهداف بحث علم اللغويات البيئية هو حماية كل من التنوع الثقافي والتنوع اللغوي الذي يدعمه (Terralingua 2016, Nettle and Romaine 2000, Harmond 1996, Mühlhaüsler 1995). يتماشى هذا البحث مع موقف برنامج الأمم المتحدة للبيئة: يشمل التنوع البيئي أيضًا التنوع الثقافي البشري، والذي يمكن أن يتأثر بنفس العوامل الدافعة للتنوع البيئي، والذي له تأثيرات على تنوع الجينات والأنواع الأخرى والنظم البيئية (UNEP 2007).
كتب نيتل ورومان (2000: 166) أن "البيئات المدارية الحساسة على وجه الخصوص يجب أن تُدار بعناية ومهارة. إن الشعوب الأصلية هي التي لديها المعرفة العملية ذات الصلة، لأنها نجحت في كسب العيش فيها لمئات الأجيال. يتم تشفير الكثير من هذه المعرفة المفصلة حول النظم البيئية المحلية بلغتها الأصلية ولذلك تضيع بسرعة. يصف Mühlhaüsler (2003:60) كيف أنه "يجب أن ينظر إلى التراجع السريع في التنوع اللغوي في العالم مع القلق من قبل أولئك الذين يفهمون الترابط بين التنوع اللغوي والتنوع البيولوجي.".
إجمالياً، التنوع اللغوي هو جزءًا من علم اللغويات البيئية بسبب الارتباط بين تنوع اللغة والتنوع الحيوي، حيث تشكل الحكمة البيئية المتضمنة في الثقافات المحلية الرابط بين الاثنين. الآن يوجد مؤشر لقياس التنوع اللغوي والذي يؤشر غالباً إلى تنوع اللغة والذي يقيس الاختلاف في اللغة الواحدة عبر الوقت.